# Ólafur Halldórsson
 Ólafur Þorsteinn Halldórsson  (født 15. maj 1855, død 16. april 1930) var en islandsk juridisk embedsmand.
Ólafur Halldórsson blev student 1877, Cand. jur. 1882 og studerede den følgende vinter de islandske fristatslove. Han blev 1883 assistent i det islandske ministerium og medudgiver af Lovsamling for Island, 19.—21. bind, 1889 blandt andet kontorchef i det islandske ministerium og begyndte efter initiativ af kirke- og undervisningsvæsenet og med understøttelse af statskassen at forberede en kritisk udgave af Jónsbók, kong Magnus Hakonarsons lovbog for Island, der udkom 1904. Hele det store håndskriftmateriale, omtrent 190 håndskrifter, blev grundig undersøgt og klassificeret af udgiveren, der har benyttet omtrent 50 håndskrifter, de ældste og bedste, der har særlig betydning, ved udgaven. Da det islandske ministerium 1. februar 1904 blev flyttet til Island, blev Ólafur Halldórsson, da han af helbredshensyn havde undslået sig for at blive minister på Island, efter eget ønske stillet i spidsen for det islandske ministeriums kontor i København. På grund af sygdom søgte han afsked 1909.